# Courtney Pine

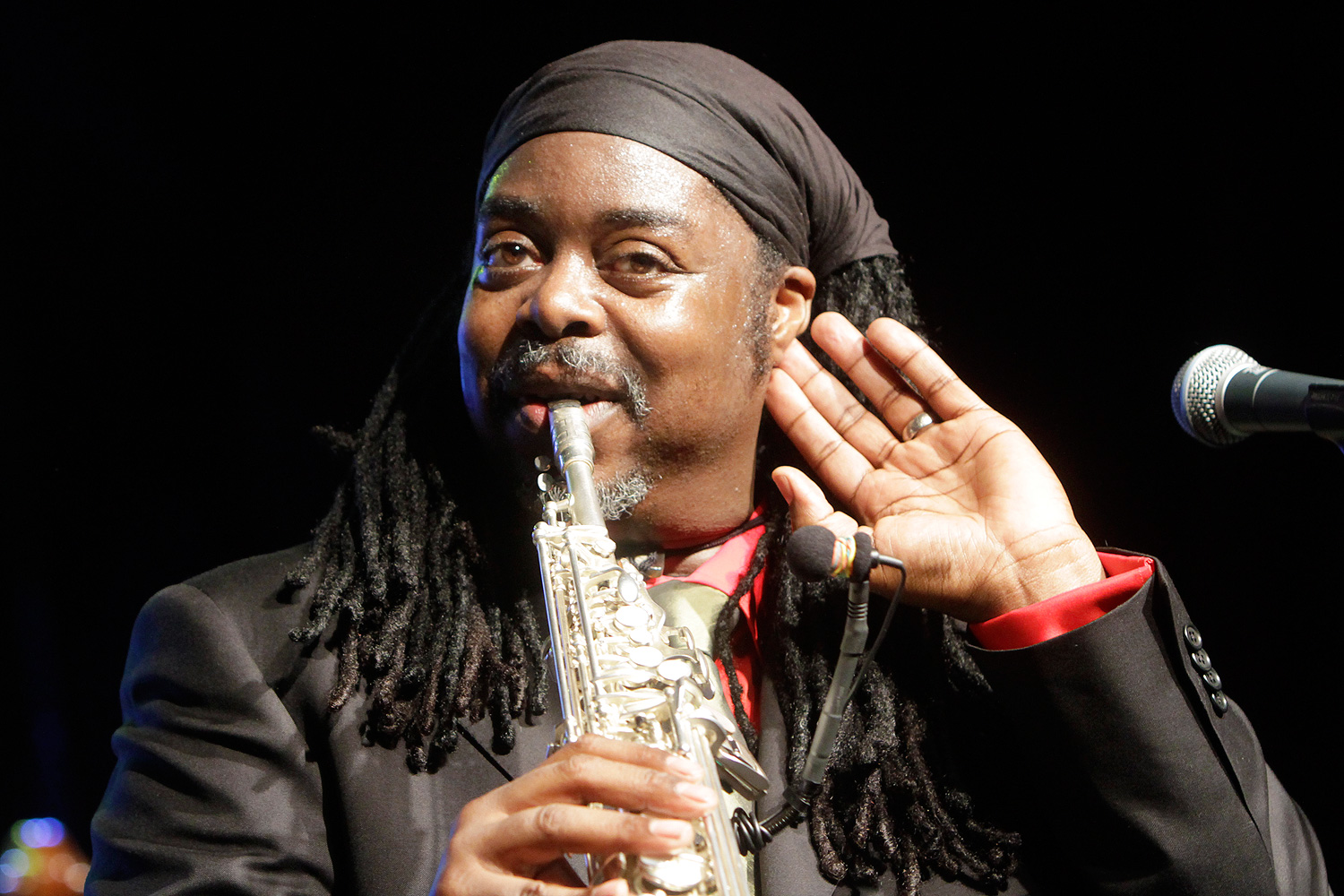
Courtney Pine

Courtney Pine, född 18 mars 1964 i London, är en brittisk jazzmusiker. I skolan spelade han klarinett även om han är mest känd för att spela saxofon. Pine är en multiinstrumentalist och spelar flöjt, klarinett och keyboards.
I sin senare musik har han försökt att blanda modern brittisk musik som drum and bass och UK garage med nutida jazzstilar. Han leder sitt eget band och integrerar många nutida musiker i sina framträdanden. Han presenterar även Jazz Crusade' på BBC Radio 2.
Pine blev år 2000 tilldelad en OBE för sitt arbete inom jazz.
Han blev även tilldelad, den 4 december 2006, en hedersdoktorering från University of Westminster.
Han gjorde en gästmedverkan i TV-serien Doctor Whos episod Silver Nemesis (1988).

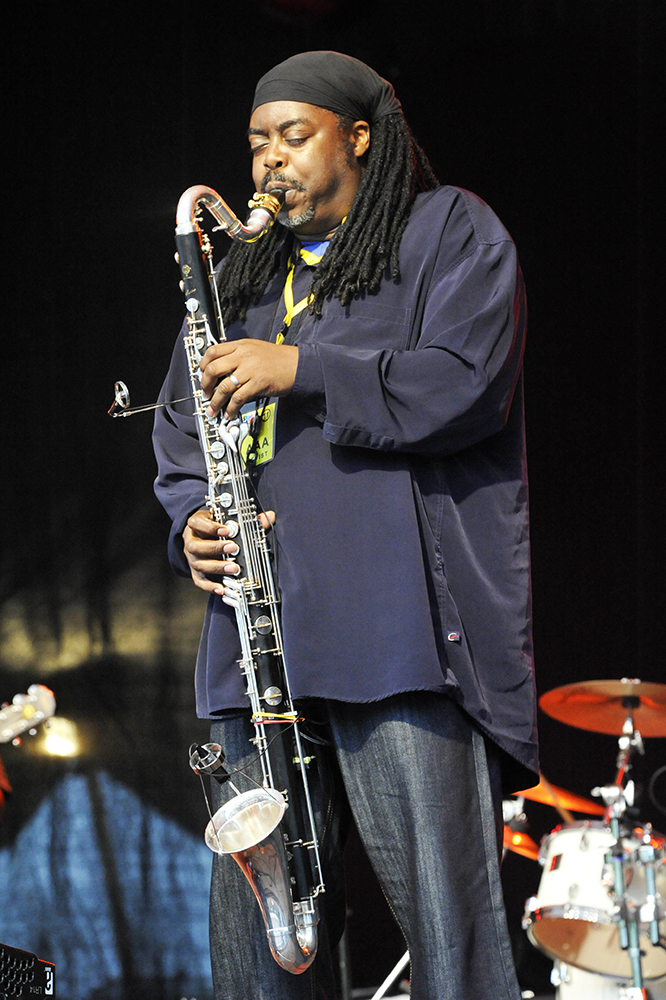
Courtney Pine på scen under Stockholm Jazz Festival 2010.

## Diskografi
- 1986 - Journey to the Urge Within
- 1988 - Destiny's Song
- 1989 - The Vision's Tale
- 1990 - Closer to Home
- 1991 - Within the Realms of Our Dreams
- 1992 - The Eyes of Creation
- 1995 - Modern Day Jazz Stories
- 1997 - Underground
- 2000 - Back in the Day
- 2003 - Devotion
- 2005 - Resistance